# Eltjo Schutter

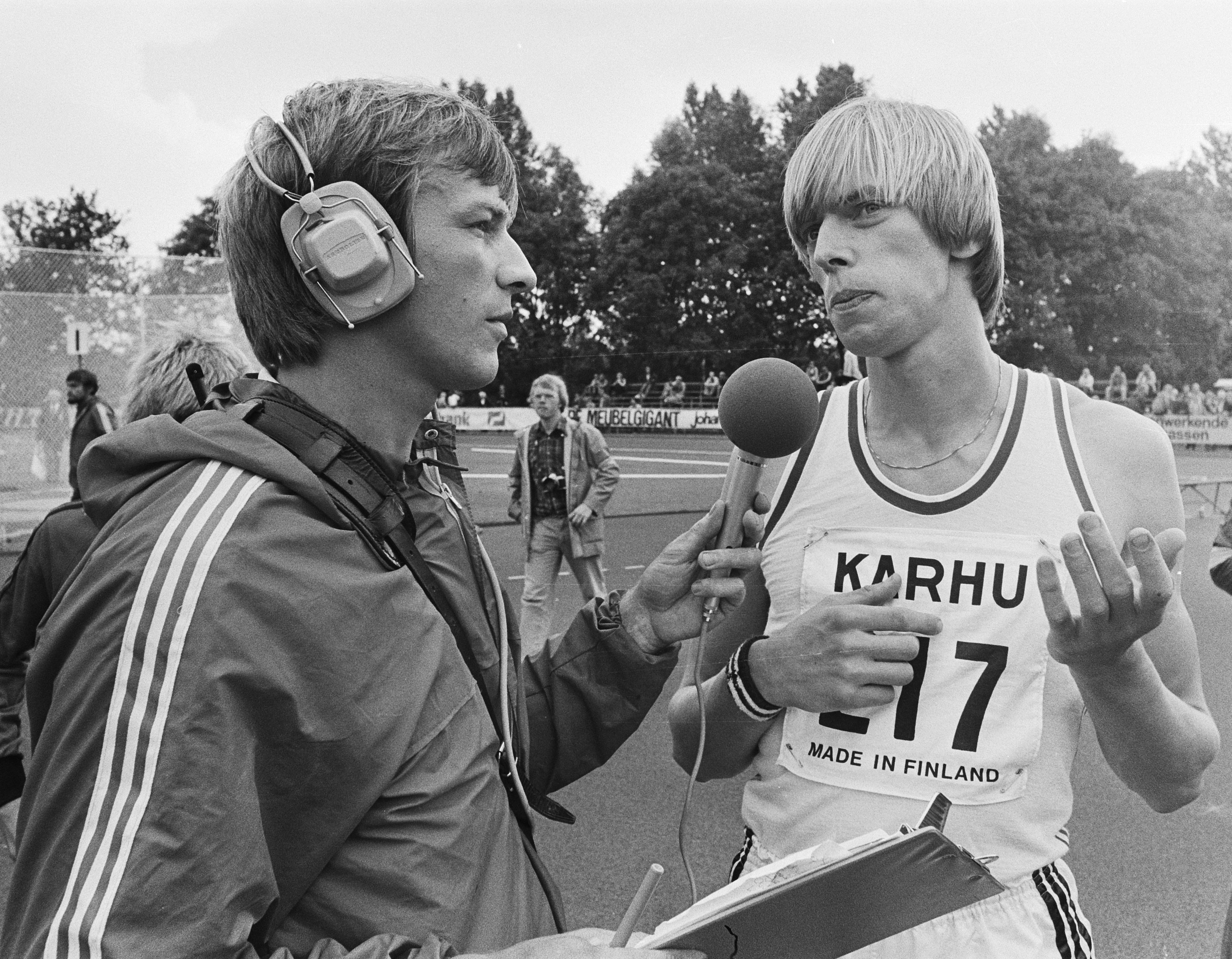
Eltjo Schutter als reporter; hier interviewt hij Ruud Wielart tijdens een wedstrijd in 1978.

Eltjo Marinus Jan Schutter (Driehuis, 17 juni 1953) is een voormalige Nederlandse atleet, die gespecialiseerd was in de meerkamp. Hij nam eenmaal deel aan de Olympische Spelen.

## Biografie

### Jeugd
Als twaalfjarige verhuisde Eltjo Schutter vanuit Driehuis naar Nijmegen. Hij begon daar zijn atletiekloopbaan op dertienjarige leeftijd bij Quick Nijmegen (nu Nijmegen Atletiek). Onder leiding van de trainers de gebroeders Wim en Ton de Graaff ontwikkelde hij zich tot een meerkamper met uitschieters voor de korte en explosieve nummers.

### Als eerste over 5 meter
Op 8 en 9 mei 1976 op Papendal kwam het Nederlands record tienkamp in zijn handen met een puntentotaal van 7700 punten, naderhand in het vernieuwde puntentellingssysteem omgerekend naar 7550 punten. Schutter onttroonde daarmee Eef Kamerbeek. Daarnaast stond Schutter ook als polsstokhoogspringer zijn mannetje. Op 9 juni 1974 bedwong hij een hoogte van 4,75 m. Daarmee nam hij het nationale record van 4,74 van Bert Krijnen uit 1971 over. In de jaren erna bouwde de atleet van Quick Nijmegen zijn hoogten gestaag op. Via 4,80, 4,85 en 4,95 was hij op 18 september 1976 in Brussel de eerste Nederlander die de vijf meter bedwong. Twee jaar later was het 5,05 in Nijmegen. Een prestatie die stand hield tot 17 augustus 1983, toen Chris Leeuwenburgh vijf centimeter hoger kwam.

### Montreal
In de periode 1971 tot 1982 was Eltjo Schutter veelvuldig Nederlands kampioen en hij kwam meer dan 40 keer uit voor het Nederlandse team. Hoogtepunt in zijn loopbaan was het bereiken van de Olympische Spelen in Montreal in 1976 op de tienkamp. Heel even zag het er door een kort ervoor opgelopen enkelblessure naar uit, dat zijn deelname geen doorgang zou kunnen vinden, maar na een keuring door de Hilversumse arts Hermans werd hij toch uitgezonden. "Ik had geluk dat de tienkamp pas in de derde week van de Spelen was." Montreal liep echter uit op een ernstige teleurstelling. "Het bereiken was wel een hoogtepunt, maar ik wilde meer."
Op de eerste dag presteerde Schutter op de 100 m en het verspringen min of meer naar behoren. Maar bij het kogelstoten en vooral het hoogspringen bleef hij vervolgens beneden zijn kunnen. "Die onderdelen waren slecht. Ik sprong drie keer af op 1,85 terwijl ik rond de 1,90 kon springen." Na zijn matige prestatie bij het hoogspringen was Schutter er op gebrand om iets te laten zien op de 400 m. Ondanks het feit dat hij al iets in zijn been voelde trekken na het verspringen, ging hij fanatiek van start. Na vijftig meter was het raak. De rechter hamstring begaf het. Einde oefening. "Het was de eerste keer dat ik een tienkamp niet afmaakte."

### Gynaecologie
In 1979 nam Schutter afscheid van de tienkamp in verband met zijn opleiding tot medisch specialist gynaecologie en verloskunde. In dat jaar deed hij zijn artsen-examen en in 1984 was hij klaar met zijn specialisatie. "Met mijn 31-ste was ik een van de jongste gynaecologen van Nederland."
Zijn laatste interlandwedstrijd als polsstokhoogspringer was in 1982.
Van 1984 tot 1990 woonde hij in Mönchengladbach in verband met zijn werk. "Daar heb ik nog wel wat op de plaatselijke atletiekvereniging gedaan. Sprong ik nog 4,50 met de polsstok en tegen de zeven meter ver." Na zijn terugkeer in Nederland werkte hij onder andere in het Anthoni van Leeuwenhoek ziekenhuis en het VU medisch centrum. De atletiek keerde hij vervolgens definitief de rug toe. Hij werkt nu als gynaecoloog in het Medisch Spectrum Twente.

### Radio-commentator
Een loopbaan als commentator bij de radio was ook geen lang leven beschoren. "Ik werkte voor langs de Lijn en gaf commentaar bij de technische nummers, terwijl Jack van Gelder de loopnummers deed. Dat was wel leuk, ik kende natuurlijk veel ins en outs, de technische achtergrond. Ik ben ook nog door Theo Reitsma gevraagd om dat bij televisie te doen, maar dat heb ik toen niet gedaan. Als je dat goed wilt doen, dan moet je overal heen, dat kon ik toen niet opbrengen. Ria Stalman is er toen ingestapt."

### Rapportage Clubgenoten
In 2014 werd in het programma Clubgenoten van Omroep Gelderland een uitzending gewijd aan Schutter. In de video veel oude beelden en een terugzien met oude clubgenoten.

## Nederlandse kampioenschappen
Outdoor
| Onderdeel            | Jaar                                     |
| -------------------- | ---------------------------------------- |
| 200 m horden         | 1974                                     |
| polsstokhoogspringen | 1974, 1975, 1976, 1977, 1978, 1979, 1981 |
| tienkamp             | 1975, 1976                               |

Indoor
| Onderdeel            | Jaar       |
| -------------------- | ---------- |
| polsstokhoogspringen | 1975, 1976 |
| verspringen          | 1973       |
| zevenkamp            | 1976, 1980 |

## Records

### Persoonlijke records
Outdoor
| Onderdeel            | Prestatie      | Datum           | Plaats    |
| -------------------- | -------------- | --------------- | --------- |
| 100 m                | 10,7 s         | 8 mei 1976      | Papendal  |
| 400 m                | 48,76 s        | ? augustus 1973 | Moskou    |
| 110 m horden         | 14,5 s         |                 |           |
| verspringen          | 7,48 m         | 27 mei 1973     | Amsterdam |
| polsstokhoogspringen | 5,05 m (ex-NR) | 9 juli 1978     | Nijmegen  |
| tienkamp             | 7550 p (ex-NR) | 9 mei 1976      | Papendal  |

Indoor
| Onderdeel            | Prestatie      | Datum           | Plaats |
| -------------------- | -------------- | --------------- | ------ |
| polsstokhoogspringen | 4,85 m (ex-NR) | 29 januari 1977 | Zwolle |

### Nederlandse records
Outdoor
| Onderdeel            | Prestatie | Datum             | Plaats   |
| -------------------- | --------- | ----------------- | -------- |
| polsstokhoogspringen | 4,75 m    | 9 juni 1974       | Brussel  |
|                      | 4,80 m    | 16 juni 1974      | Arnhem   |
|                      | 4,85 m    | 1 juni 1975       | Nijmegen |
|                      | 4,90 m    | 22 augustus 1976  | Den Haag |
|                      | 4,95 m    | 9 september 1976  | Vught    |
|                      | 5,00 m    | 18 september 1976 | Brussel  |
|                      | 5,05 m    | 9 juli 1978       | Nijmegen |
| tienkamp             | 7700 p    | 9 mei 1976        | Arnhem   |

Indoor
| Onderdeel            | Prestatie | Datum            | Plaats    |
| -------------------- | --------- | ---------------- | --------- |
| polsstokhoogspringen | 4,60 m    | 9 februari 1973  | Leiden    |
|                      | 4,65 m    | 2 maart 1974     | Groningen |
|                      | 4,70 m    | 17 november 1974 | Enschede  |
|                      | 4,85 m    | 29 januari 1977  | Zwolle    |